# Milo Greene
Milo Greene是一支在加州洛杉磯組成的樂隊，共有五位成員，其中四位為主音。成員Robbie Arnett、Graham Fink、Andrew Heringer和Marlana Sheetz一同分擔主音和和音部分，而且常常會在表演期間交換樂器，另一位成員Curtis Marrero則專門負責敲擊樂器。

## 音樂歷程
樂隊向CBS新聞的Lauren Moraski解釋他們的音樂時，身兼歌手及多種樂器演奏的Sheetz說道：「我們一開始成立樂隊時就希望創造能夠放進電影和電視中的音樂。我們很喜歡配樂，因此希望做出來的音樂也是這種感覺。很電影－－也許這就是我們喜歡稱它為cinematic-pop的原因吧。」
Milo Greene是一位虛擬經理人的名字，是由樂隊創造出來的角色，在樂隊成立初期時幫助他們籌辦演唱會。成員向衛報描述Milo的身分：「他是位英國人，穿著一身三件套裝和戴著單片眼鏡。他是白化病患者，有下顎和鬢角。他很有自信、有魅力、知書識禮，是一位紳士，我們都希望可以變成這類人。」樂隊決定保留這位虛擬經理人的名字，作為他們的隊名。

## 媒體與曝光

### Moddison
2012年10月6日，Milo Greene發佈了一齣名為"Moddison"的微電影，由樂隊五人編劇，Chad Huff執導。該電影由他們出道專輯"Milo Greene"中每一首歌的音樂錄影帶組成，順序播放時便能觀看完整的電影。電影於加州Shaver Lake取景，共花了五天時間拍攝而成。

### 電視直播節目
- 2012年7月25日: 大衛牙擦騷
- 2012年9月6日: Conan
- 2012年10月10日: Last Call with Carson Daly
- 2012年11月27日: The Tonight Show with Jay Leno
- 2013年5月21日:  Last Call with Carson Daly

### 音樂錄影帶
| 年份 | 歌曲                |
| ---- | ------------------- |
| 2012 | "1957"              |
| 2012 | "Silent Way"        |
| 2012 | "What's The Matter" |

## 成員

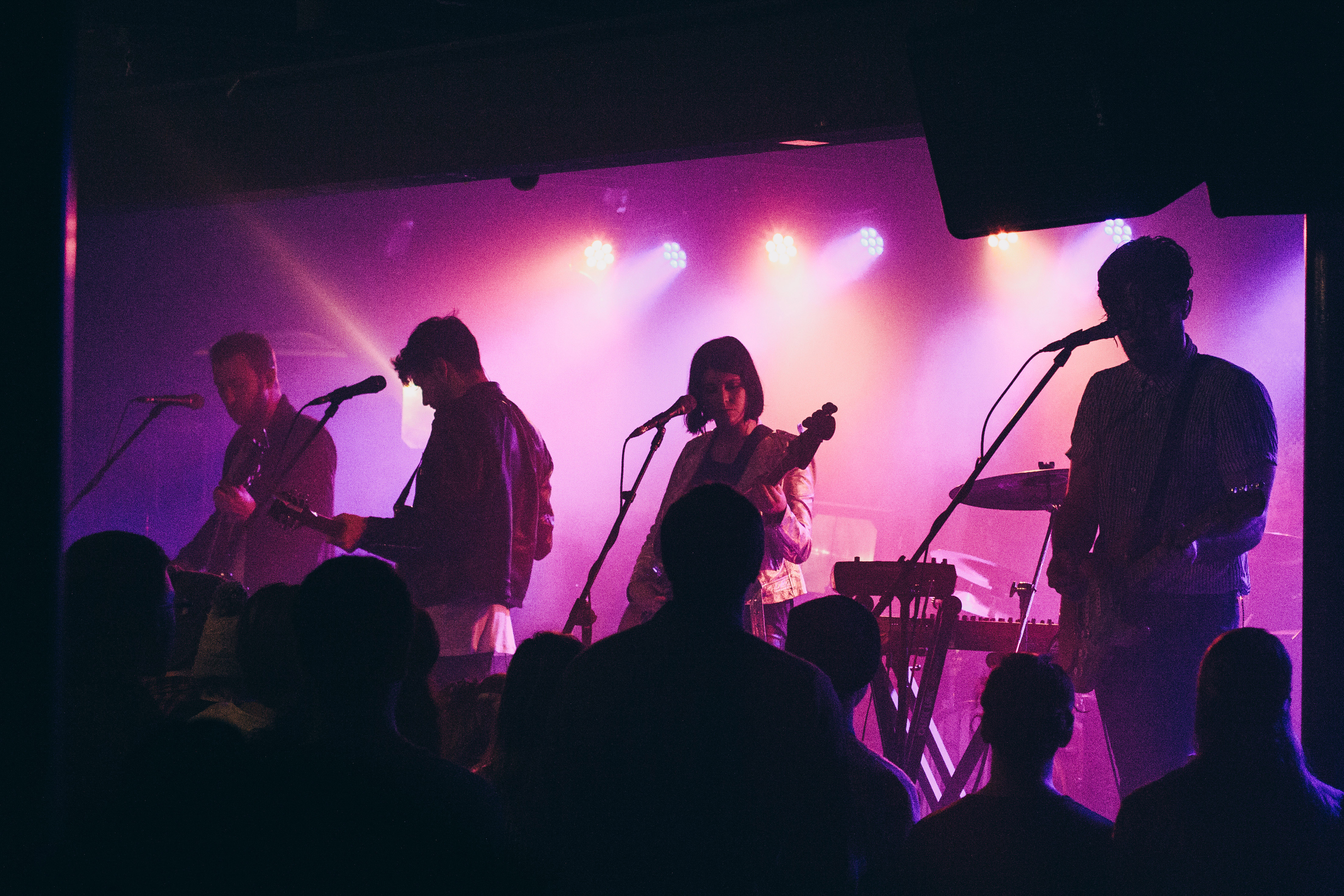
Milo Greene, 2014

- Robbie Arnett–主音, 多種樂器
- Marlana Sheetz–主音, 多種樂器
- Graham Fink–主音, 多種樂器
- Andrew Heringer–主音, 多種樂器
- Curtis Marrero–敲擊

## 音樂作品

### 專輯
| 年份 | 專輯                                   |
| ---- | -------------------------------------- |
| 2012 | Milo Greene - 格式: 電子, CD, 塑膠唱片 |

## 外部連結
- Milo Greene官方網站 （页面存档备份，存于）